# حمض كلورو البلاتينيك
حمض كلورو البلاتينيك هو مركب كيميائي لفلز البلاتين صيغته H2PtCl6، ويوجد في الشروط القياسية على شكل صلب بلوري ذي لون بني محمر.

## التحضير
يمكن تحضير حمض كلورو البلاتينيك من عملية إذابة فلز البلاتين في الماء الملكي وذلك وفق المعادلة الكيميائية التالية:
Pt + 4 HNO3 + 6 HCl → H2PtCl6 + 4 NO2 + 4 H2O

## الخواص
يتفكك حمض كلورو البلاتينيك بالتسخين إلى كلوريد البلاتين الرباعي:
(H3O)2PtCl6·nH2O → PtCl4 + 2 HCl + (n + 2) H2O

## الاستخدامات
يستخدم حمض كلورو البلاتينيك كاشفاً كيميائياً في التحليل الكمي التقليدي لعنصر البوتاسيوم.